# Majvor
Kvinnonamnet Majvor eller Maivor är ett nybildat namn som användes första gången 1910.
I början på 1900-talet skapades flera sådana namn med Maj som första del kombinerat med en del från gamla nordiska namn, till exempel Majhild, Majny och Majborg.
Se även Maja.
Majvor är ganska ovanligt i Sverige just nu (år 2005). Under hela 1990-talet var det ingen flicka som fick namnet som tilltalsnamn och bara ett fåtal som fick det som andranamn.
31 december 2005 fanns det totalt 3568 personer i Sverige med namnet Majvor varav 2260 med det som tilltalsnamn.
År 2005 fick 2 flickor namnet, men ingen fick det som tilltalsnamn.
Namnsdag: 8 juni, delas med Eivor. (1986-1992: 10 december, 1993-2000: 19 maj).

## Personer med namnet Majvor
- Majvor Franzén, frimärksgravör
- Maivor Ohlsson, sångerska i Candela (musikgrupp)
- Majvor Snare, journalist
- Majvor Östergren, arkeolog